# Җ
Җ (minuskule җ) je písmeno cyrilice. Je používáno v tatarštině, v kalmyčtině a v dunganštině. Jedná se o variantu písmena Ж.